# Ralf Hauptmann
Ralf Hauptmann (ur. 20 września 1968 w Eberswalde) – niemiecki piłkarz występujący na pozycji pomocnika.

## Kariera klubowa
Hauptmann treningi rozpoczął w zespole BSG Stahl Riesa. W 1981 roku przeszedł do juniorów Dynama Drezno. W 1987 roku został włączony do jego pierwszej drużyny. W DDR-Oberlidze zadebiutował 17 października 1987 roku w zremisowanym 2:2 pojedynku z FC Karl-Marx-Stadt. W 1989 roku, a także w 1990 wywalczył z zespołem mistrzostwo NRD. W 1990 roku zdobył z nim również Puchar NRD. W 1991 roku, po zjednoczeniu Niemiec, rozpoczął z zespołem starty w Bundeslidze. Pierwszy mecz zaliczył w niej 3 sierpnia 1991 roku przeciwko 1. FC Kaiserslautern (0:1). W Bundeslidze w barwach Dynama grał przez 2 lata.
W 1993 roku Hauptmann odszedł do 1. FC Köln, także grającego w Bundeslidze. Zadebiutował tam 7 sierpnia 1993 roku w przegranym 0:2 spotkaniu z 1. FC Kaiserslautern. W 1998 roku spadł z zespołem do 2. Bundesligi, ale w 2000 roku wrócił z nim do Bundesligi. W 1. FC Köln występował jeszcze przez rok.
W 2001 roku Hauptmann przeniósł się do Chemnitzer FC z Regionalligi Nord. W 2003 roku zakończył tam karierę.

## Kariera reprezentacyjna
W reprezentacji NRD Hauptmann zadebiutował 22 marca 1989 roku w zremisowanym 1:1 towarzyskim meczu z Finlandią. W latach 1989–1990 w drużynie narodowej rozegrał łącznie 4 spotkania.